# Pueblo madi
El pueblo madi es un grupo étnico de las zonas bajas del valle del Nilo que emprendió varias migraciones y se mestizó con numerosos pueblos de la región. Actualmente sus descendientes ocupan los distritos del noroeste de Uganda, el sur de la provincia de Ecuatoria en Sudán del Sur y la región de Aru en la República Democrática del Congo. Hablan la lengua sudanesa madi, que cuenta con varios dialectos. Por razones lingüísticas,  culturales o de mestizaje los madi están estrechamente emparentados con sus vecinos beli, keliko (kaliko), moru, lugbara y lulubo (olu’bo).

## Etimología

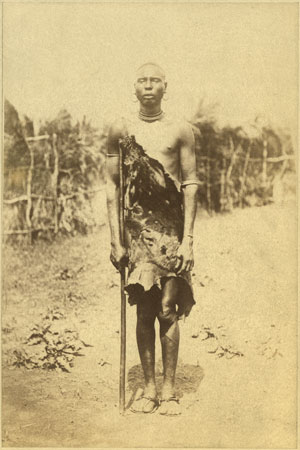
Hombre del pueblo madi fotografiado por el fotógrafo y explorador australiano Richard Buchta, entre los años 1870 -1890

Madi era ia voz o nombre con que los miembros del grupo luo designaban a todos los pueblos sudaneses que destacaban por la fabricación del hierro.

## Idioma

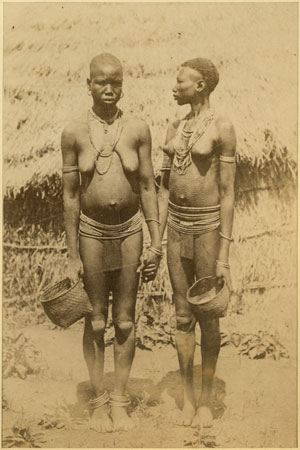
Mujeres del pueblo madi fotografiadas por Richard Buchta a finales del. Museo Pitt Rivers

Hablan madi  (ma’adi), un idioma perteneciente al complejo lingüístico moru-madi de las lenguas sudánicas centrales, pertenecientes a la familia nilo sahariana, subgrupo chari-nil en la clasificación de lenguas africanas de J.H. Greenberg.
Al año 2016 se estima que el madi tiene 406.000 hablantes en territorio africano. De ellos 374.000 (92,12%) están en Uganda, unos 30.000 (7,40%) en Sudán del Sur y 2.000 (0.48%) en la República Democrática del Congo. Algunas de sus vertientes dialectales son el adjumani, burulo, lokai, moyo y pandikeri.

## Territorio

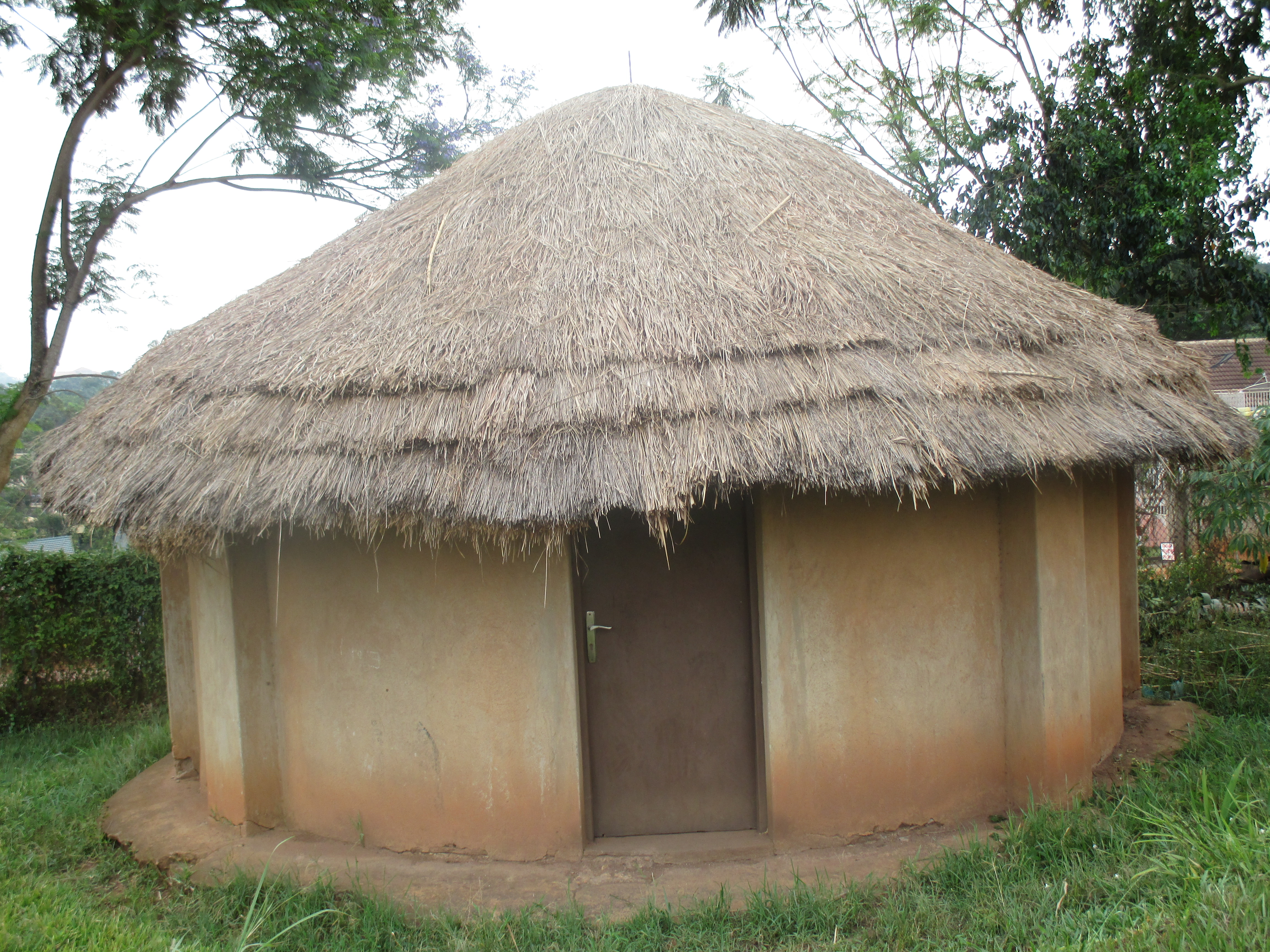
Vivienda tradicional musealizada del pueblo madi

Se distribuyen en un amplio territorio que comprende el condado de Pageri en Sudán del Sur y loas distritos de Adjumani y Moyo en Uganda . De sur a norte, el área se extiende desde Nimule, en la frontera entre Sudán del Sur y Uganda, hasta el río Unyama, donde los madi se mezclan con los acholi, los bari y los lolubo. De este a oeste, va desde Parajok / Magwi hasta Uganda a través del río Nilo.

## Historia

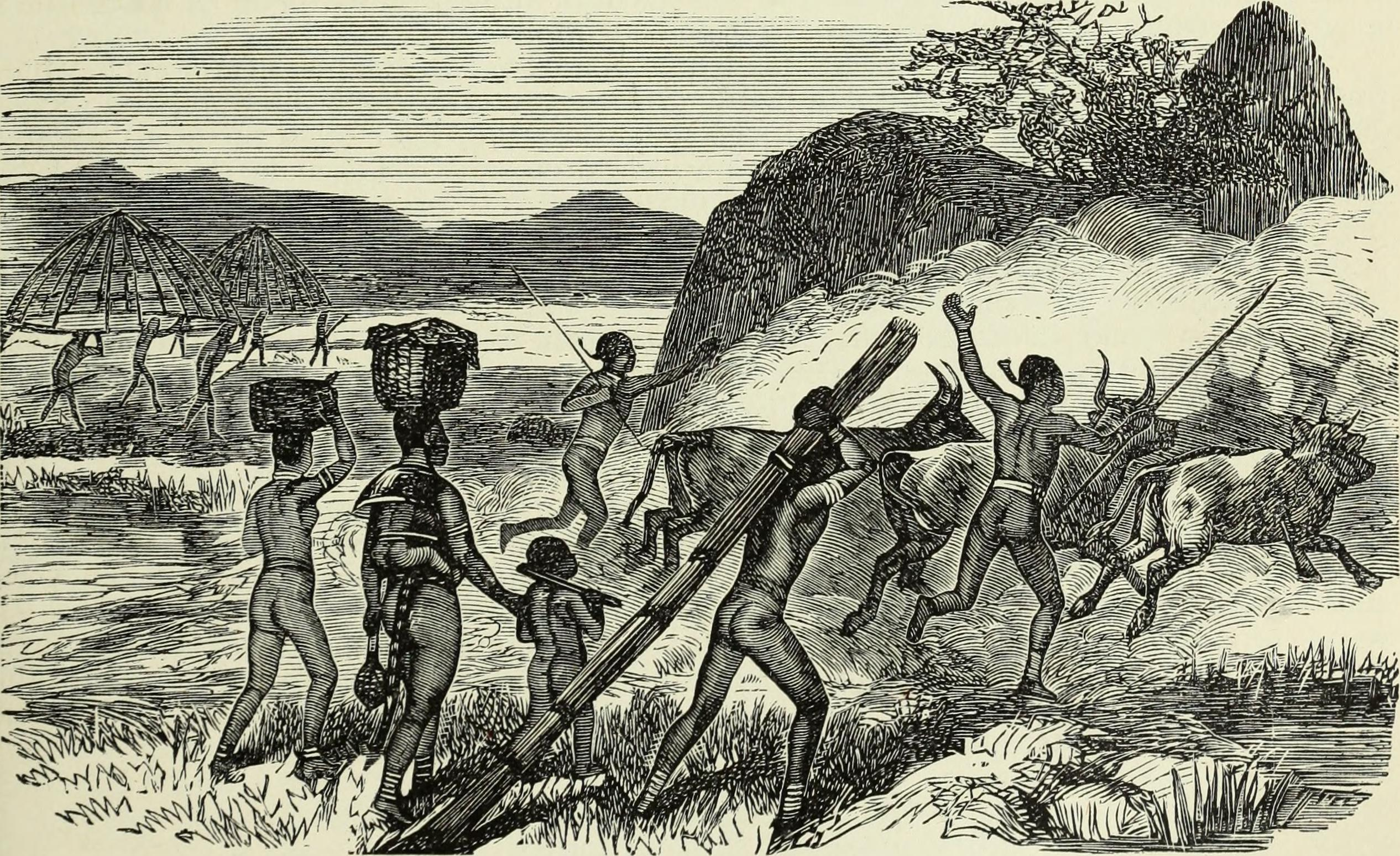
Ilustración de una escena de trabajo del pueblo madi de finales del siglos XIX

Los madi protagonizaron una serie de movimientos poblacionales a lo largo de su historia. Los registros son estimativos, pero en torno al 4000 a. C. el grupo negroide comienza su dispersión por el continente africano. Los sudaneses serán según las clasificaciones de Mauny y Vallois, una rama que se establecerá en un amplio arco que va desde el Senegal al Kordofán. De estos pueblos ancestrales nace la etnia madi, que antes del siglo XII ya estaba establecida en territorios al este y noroeste del Lago Eduardo.

### Migraciones de los siglos XII - XIV
Antes del año 1,100, el norte de Uganda fue un espacio de reagrupamiento de pueblos que llegados desde distintos puntos se unían, evitaban o rechazaban según conveniencias. Los madi se convertirán en una etnia influyente para los pueblos del occidente ugandés, antes de ser absorbidos por la expansión de la sociedad de Rutana, aproximadamente a inicios del siglo XV. También los madi del centro norte ugandés serán dominadores de la región hasta que sobre la mitad del segundo milenio ocupe esa posición el pueblo luo.
La siguiente migración registrada se dirige al norte, a la región de Bar el Ghazal, en el Sudán meridional. En esta etapa se dará la mayor integración de grupos madi con luo. Encuentro del que nacerán, entre otros, los pueblos patiko, nvimure, padibe, atyak , o kwong, koc , bagaya, aliba, laropi, parabongo, paero y pagayas.
Seguirán otras oleadas migratorias en las que la cultura luo predominará sobre la madi, aproximadamente entre los siglos XIII y XIV.  Se redirigirán en dirección sur hasta ocupar los actuales territorios.

### Migraciones siglos XVI
A finales del siglo XVI se producen nuevas oleadas migratorias del pueblo madi. Unos grupos se dirigieron a las laderas de los montes Agoro, situados en la actual frontera de Uganda y Sudán del Sur. Otros grupos se trasladaron al norte del lago Kyoga y terminaron integrados en la etnia alur. Finalmente, la rama madi que se dirigió al oeste se estableció en el valle alto del río Kibali, región de Aru en la República Democrática de Congo. De este movimiento migratorio nacerá el pueblo lugbara.

## Sociedad
Organizados en jefaturas independientes eran gobernados por jefes con funciones políticas y religiosas.

## Economía
Son principalmente agricultores aunque tienen rebaños de ganado. Los cultivos tradicionales son el mijo, el sorgo y, maíz para fines alimenticios. La mandioca se impuso como cultivo a tal fin a partir de su introducción en la región en la década de 1920. Se planta tabaco con fines comerciales.